# 西田真二
西田 真二（にしだ しんじ、1960年8月3日 - ）は、和歌山県和歌山市出身の元プロ野球選手（外野手）、野球解説者、プロ野球監督、社会人野球監督。旧名：西田 真次（読み同じ）。愛称はトラさん。

## 経歴

### プロ入り前

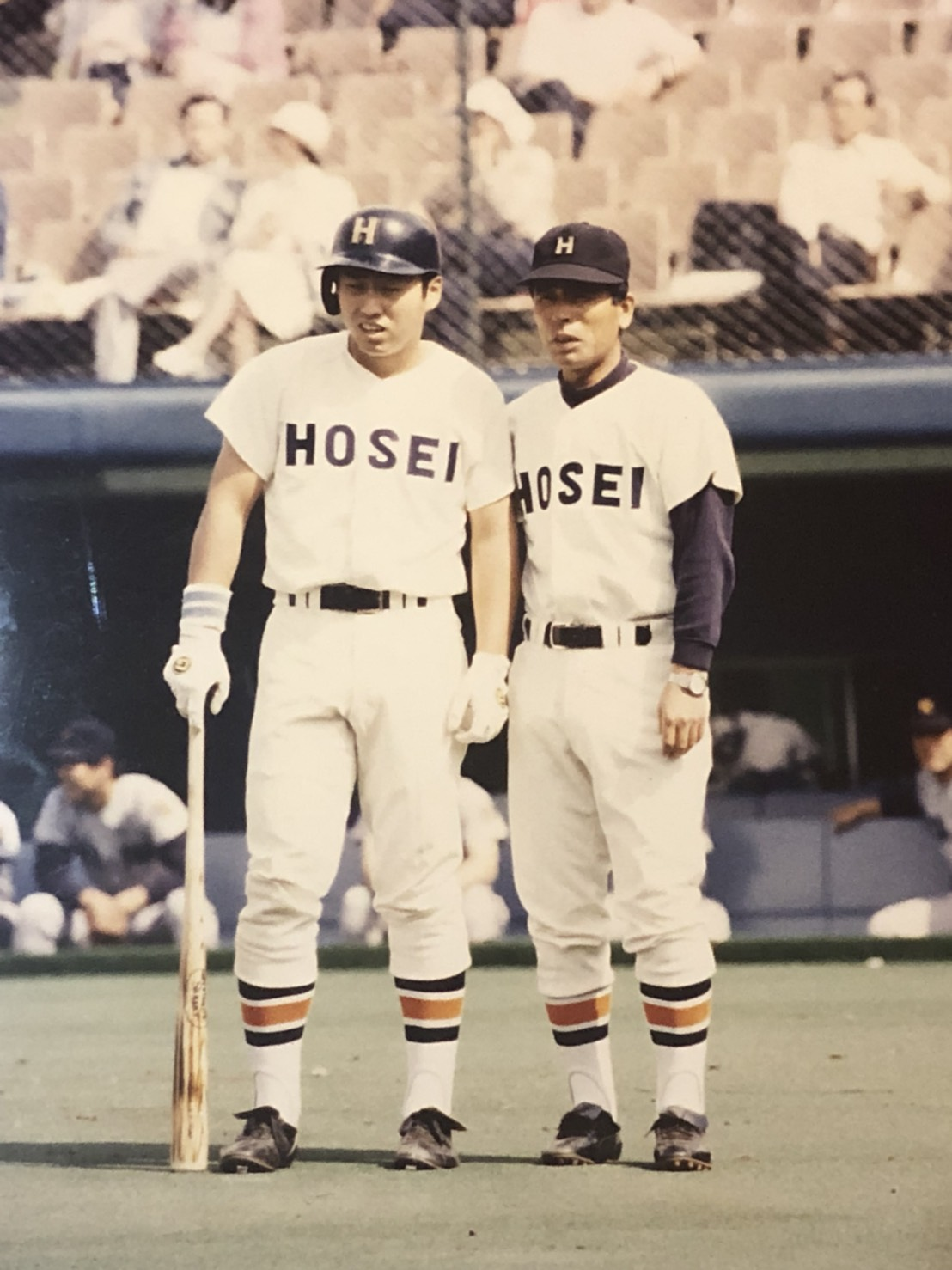
法政大学時代。右は監督の鴨田勝雄

和歌山市役所職員で同準硬式野球部員でもある父のもとに出生。小3で「貴志少年野球団」に入団、競技生活開始。西田が小5の時から実父が指導に参画。翌年実父が監督に昇格し、この年の市春季大会で貴志少年野球団は優勝。西田は当時の父について、実子である自身を特別扱いすることなく、むしろ実子ですら恐れる厳格な指導者・監督だったと自著で回顧・記述している。
和歌山市立河西中学校3年生次の県大会優勝を機に同年11月、河西中よりPL学園中学校へ転校。これはあまたの強豪高からの勧誘の殺到があり、返事を先送りすべきでないという実父の決断・進言によるものだった。なお河西中時代、有田市立保田中学校（エースは石井毅）に敗れたという経験をもつ。
PL学園高校時代はエース兼打撃の主軸。大阪高校球界の評価を一期下だった浪商の牛島和彦と“右の牛島、左の西田”と二分していた。1978年（3年生次）、春のセンバツでは木戸克彦とバッテリーを組み準々決勝に進むが、石井毅、嶋田宗彦のバッテリーを擁した箕島高校に敗退した。エース、四番打者として出場した1978年夏の甲子園では準決勝に進み、中京高と対戦。4点差を付けられるが9回裏の先頭打者として三塁打、この回に追いつき延長12回にサヨナラ勝ち。決勝では高知商の森浩二と投げ合い、2点差で迎えた9回裏2死から同点タイムリーを放つ。次打者の柳川明弘が適時打、逆転サヨナラ優勝を飾る。逆転のPLと呼ばれる奇跡的な勝利の連続で全国制覇を成し遂げた。この時のチームメイトには谷松浩之、金石昭人がいる。
その後、木戸と共に法政大学へ進学。法大野球部では木戸のほかに田中富生、神長英一らが同期、1年下にPLの後輩でもある小早川毅彦や主戦和田護と樽井徹両投手、1年上に中葉伸二郎や控えの川端順と池田親興両投手がいた。外野手に転向し東京六大学野球リーグでは在学中3回の優勝を経験。ベストナインに5度選出されるなど活躍した。1980年から3年連続で日米大学野球選手権大会日本代表となる。リーグ通算75試合出場、269打数81安打、打率.301、11本塁打、47打点。

### プロ入り後
1982年のドラフト会議で広島東洋カープに1位指名され契約金4500万円、年俸480万円（金額は推定）で入団した。
西田が入団したころの広島は山崎隆造や長嶋清幸など堅守を誇る外野のレギュラー層が厚かったことと、西田自身守備に難があり、また打席での集中力が継続できない欠点から現役13シーズンはほとんど代打としての活躍となり、規定打席に到達したシーズンはなかった。思い切りの良いバッティングで鳴らし、1983年には4連続代打本塁打というセ・リーグタイ記録をマーク。
1989年、1990年には規定打席に到達しないものの高打率を残し、翌1991年にはチャンスに強い打撃を買われスタメン出場の機会が増えた。またロッド・アレンやタイ・バンバークレオなどの助っ人選手の極度の不振もありシーズン後半は4番打者として定着しチームのリーグ優勝に大きく貢献する。8月26日のヤクルト戦で引き分け再試合寸前の延長15回二死二、三塁の場面でサヨナラ適時打、9月19日のヤクルト戦でも逆転サヨナラ7号本塁打を放ち、優勝を決めた10月13日の阪神とのダブルヘッダーの第2試合では決勝タイムリーを打った。その後は1992年には開幕4番に起用されたり、代打の切り札などで活躍。1995年シーズン終了後に現役を引退。同年の引退は町田公二郎・金本知憲らの当時台頭してきた若手外野手陣との競争の限界と、同年春・夏の二度の足の負傷による「ヒット打って走塁しただけで足を怪我するようじゃプロ失格」という理由があった。

### 引退後

#### 評論家・広島コーチ時代
引退後は中国放送（RCC）野球解説者（1996年 - 1998年）を務め、1999年からは達川の広島監督就任に伴い、一軍打撃コーチへ就任。新井貴浩が入団1年目の時あまりにも打球が飛ばないので当時ヘッドコーチの大下剛史が「新井を二軍に落とそう」と提案した際に「元気があるうちは一軍に置いといてええじゃないっすか」と待ったをかけたのが西田であった。「もし、あのタイミングで二軍落ちしていたら今日の新井はない。担当コーチだったとはいえ、あれだけ熱心に付き合ってくれる指導者に出会えたことも新井にとっては幸運だった」と大下が述べている。2001年に山本が監督に就任した後も、1年間二軍打撃コーチを務めた。広島退団後は広島ホームテレビ（HOME）野球解説者（2002年 - 2004年）を務めているが、テレビ朝日とも形式的な契約があった可能性がある。

#### 四国アイランドリーグ時代
※リーグを離れていた2006年を含む。
2005年、四国アイランドリーグ・愛媛マンダリンパイレーツの監督に就任。中谷翼、西山道隆らNPB入りする選手を輩出するもチーム成績はリーグ最下位と低迷し、シーズン終了後の同年12月22日、IBLJ（四国アイランドリーグ運営会社）代表の石毛宏典より翌シーズンの契約を結ばない旨を通告され、退団。
2006年4月、「お世話になった広島に恩返したい」と、広島県安芸太田町に設立された社会人野球チーム広島レッドフェニックスの監督に就任した。同年10月27日、四国アイランドリーグ・香川オリーブガイナーズの監督に翌シーズンから就任することが発表され、芦沢真矢の後を受けて2代目の監督となった。四国アイランドリーグには2年ぶりの復帰。復帰に際しては、石毛と鍵山誠（のちアイランドリーグ理事長）が西田の元を訪ね、「力を借りたい」と懇願したという。
最初のシーズンとなった2007年は、前期・後期の連覇に加え、年間総合優勝を決めるリーグチャンピオンシップでも勝利する完全優勝にチームを導いた。さらに、石川ミリオンスターズとの間で行われた独立リーグのグランドチャンピオンシップも制し、1年の間に4度の胴上げを受けることになった。
2008年シーズンも前期制覇（6月18日）、後期は優勝を逃したものの、リーグチャンピオンシップには勝利して前年に続いて年間総合優勝を達成した。前年に続いて出場したグランドチャンピオンシップでは富山サンダーバーズに対戦成績タイに持ち込まれたが、優勝のかかった最終戦を延長戦で制し、2年連続で独立リーグ日本一に輝いた。
2009年シーズンは前期は2位、後期も何度か首位を奪いながら最後は高知ファイティングドッグスに競り負け、3年続けての年間総合優勝はならなかった。後期優勝を逃した後、「自分の力が足りなかった」とコメントした。
2010年シーズンは、3年ぶりに前後期優勝し、リーグチャンピオンシップも制して2度目の完全優勝を達成した。石川ミリオンスターズとのグランドチャンピオンシップにも勝利し、再度1年に4度の胴上げを受けた。
2011年シーズンは前期は就任以来初となる3位にとどまったが、後期は2期ぶりの半期優勝を遂げた。しかし、徳島インディゴソックスとのリーグチャンピオンシップは1勝3敗で敗れ、香川の監督就任以来初めてポストシーズンで敗北を喫した。12月9日、2012年度も続投することがリーグより発表され、6シーズン連続で香川を率いることが決まった。これにより、愛媛の前監督沖泰司の監督在任期間を上回るリーグ最長となり、以後は退任するまで記録を更新した。
2012年は、2期連続となる前期優勝を達成。後期は愛媛に僅差で優勝を逃したものの、リーグチャンピオンシップはストレートで愛媛を下し、2年ぶりに年間総合優勝を達成した。2年ぶりの出場となったグランドチャンピオンシップは新潟アルビレックス・ベースボール・クラブに0勝3敗で敗れ、初の敗退となった。
2013年は、2期ぶりとなる前期優勝を達成したが、後期は投手陣の不調などにより3位であった。9月16日の対愛媛戦にて香川での監督通算300勝を達成した。リーグチャンピオンシップは後期優勝の徳島に0勝3敗で敗れた。チャンピオンシップにストレートで敗れたのは初めてで、徳島に対しては2年前に続く敗退となった。チャンピオンシップの敗退について試合後のコメントで「力がなかった」と完敗を認めた。
2014年は、前期は優位にペナントレースを進めながら終盤に失速、徳島と同率首位ながら直接対戦成績の差で優勝を逃す。後期は主に打撃不振のために低迷、チーム創設以来初となる最下位に終わり、リーグチャンピオンシップの出場も逃した。6月15日に、アイランドリーグ10年目記念として開催された香川対徳島のOB戦で途中登板、甲子園準優勝投手である徳島の島田直也監督とも対戦した。
2015年は、4期ぶりとなる前期優勝を達成。後期優勝の愛媛と対戦したリーグチャンピオンシップは2勝3敗で惜敗し、3年ぶりのリーグ総合優勝はならなかった。2015年のインタビューでは、40代の頃はNPBの指導者に復帰することも考えていたが、50代になってから「ガイナーズが必要としてくれるなら、それが一番ありがたいことだ」と思うようになったと述べた。
2016年は、前期は3位、後期は僅差ながら2位に終わり、2年ぶりにリーグチャンピオンシップに出場できなかった。この年のインタビューでは「（アイランドリーグから）やり甲斐をもらっている」とコメントした。
2017年は5期ぶりとなる後期優勝を達成したが、徳島とのリーグチャンピオンシップに敗退、2年前に続いてリーグ優勝はならなかった。
2018年は前年後期に続いて前期優勝を達成、後期は最下位に終わったものの、愛媛とのチャンピオンシップに勝利して6年ぶりにリーグ優勝を達成した。グランドチャンピオンシップは群馬ダイヤモンドペガサスを相手に僅差の試合を勝ちきれず、前回に続いて未勝利（1分含む）で敗退した。
2019年は前期は3位、後期は終盤まで優勝の可能性がありながら2位に終わる。公式戦終了後の9月30日、今シーズン限りで監督を退任することが発表された。西田は10月1日に発表したウェブ連載記事の中で、後期優勝を逃したことを「非常に悔しい」と述べ、取材に対しては退任理由の一つに挙げるとともに「今後ガイナーズが変わっていく必要性も考えた」ともコメントした。10月31日に退任会見を開き、「まあ、よくやってきたなと、はっきり言って思います」「（独立リーグを）連覇できたのはガイナーズだけですから、一番の思い出で私の中でも心の中に残っている」と述べた。今後については「僕には次の夢がある。それはなにかはもう少し待ってほしい」と話すにとどめた。
アイランドリーグの監督として在任中に、率いたチームから2014年までに20人の選手をNPBに入団させた。その理由として、人脈も駆使したスカウトへの細かなアピールをおこなう点が指摘された。その後2019年までに香川からは6人（ドラフト指名5人、外国人の移籍1人）がNPBに進み、在任中の入団者は26人となった。
監督在任中の退場処分
2007年5月20日の徳島との試合で、判定をめぐって審判に暴言を吐いたとして、四国アイランドリーグ創設以来監督としては初めての退場処分を受けた。2008年8月13日の対徳島戦で暴言により2度目の退場処分を受けている。2011年8月19日の対愛媛戦で暴言による3度目の退場処分を受けたが、退場宣告後も試合中に「不適切な抗議」をおこなったという理由でリーグから2試合の出場停止処分と球団への厳重注意・本人への再指導処分が下された。

#### セガサミー監督時代
2019年11月26日、2020年1月1日付でセガサミー硬式野球部の監督に就任することが発表された。監督就任初年度は第91回都市対抗野球大会でチームをベスト4に導いた。

## 人物
PL高・法大時代は同期の木戸・一期下の小早川毅彦とは西田・木戸の法大卒業まで私生活でも浅からぬ親交があった。また、PL時代西田があまりにも不感心な言動をとったのに耐えかね、木戸が西田に鉄拳を見舞ったとの逸話が伝えられている。
既婚（現在の妻とは現役引退後に結婚）で、妻との間は子があることを公表している。
ニックネームの「トラ」は、入団当時からフラフラと遊び歩いていたことから、渥美清が演じる「フーテンの寅さん」からつけられた。
練習量が他球団に比べて圧倒的に多い事で有名な広島に在籍していながら大の練習嫌いとして知られており、打撃練習すら全く行わない状態で試合に出場し、快打を飛ばす様子を日常的に見ていた高橋慶彦や正田耕三は自身のYouTubeチャンネルに於いて「毎日猛練習している自分はなんなのかとガッカリする」「こういう人が天才なんだと思った」などと述べている。以上のエピソードからもチームやリーグを越えて『打撃の天才』と目されており、後輩の前田智徳が尊敬する人物に挙げていた。ちなみに前田が使っていたバットは、西田モデルを基にしたものである。
香川オリーブガイナーズ監督時代の2008年12月20日に公開されたアニメ映画『劇場版 ゲゲゲの鬼太郎 日本爆裂!!』では、「中国・四国バージョン」に球団マスコットキャラクターの「ガイナ君」とともに登場、妖怪横丁への入口を探すべく中国・四国各地を駆け巡るネコ娘に遭遇している。

## 詳細情報

### 年度別打撃成績
| 年 度      | 球 団      | 試 合 | 打 席 | 打 数 | 得 点 | 安 打 | 二 塁 打 | 三 塁 打 | 本 塁 打 | 塁 打 | 打 点 | 盗 塁 | 盗 塁 死 | 犠 打 | 犠 飛 | 四 球 | 敬 遠 | 死 球 | 三 振 | 併 殺 打 | 打 率 | 出 塁 率 | 長 打 率 | O P S |
| ---------- | ---------- | ----- | ----- | ----- | ----- | ----- | -------- | -------- | -------- | ----- | ----- | ----- | -------- | ----- | ----- | ----- | ----- | ----- | ----- | -------- | ----- | -------- | -------- | ----- |
| 1983       | 広島       | 59    | 74    | 68    | 8     | 16    | 2        | 0        | 4        | 30    | 13    | 0     | 0        | 0     | 0     | 6     | 0     | 0     | 18    | 1        | .235  | .297     | .441     | .738  |
| 1984       | 広島       | 71    | 107   | 97    | 7     | 24    | 7        | 1        | 2        | 39    | 15    | 0     | 0        | 1     | 0     | 9     | 4     | 0     | 20    | 2        | .247  | .311     | .402     | .713  |
| 1985       | 広島       | 64    | 75    | 63    | 4     | 17    | 4        | 0        | 2        | 27    | 18    | 3     | 0        | 0     | 3     | 8     | 0     | 1     | 13    | 0        | .270  | .347     | .429     | .775  |
| 1986       | 広島       | 25    | 25    | 21    | 1     | 4     | 1        | 1        | 0        | 7     | 5     | 0     | 0        | 0     | 1     | 3     | 0     | 0     | 9     | 0        | .190  | .280     | .333     | .613  |
| 1987       | 広島       | 62    | 76    | 73    | 5     | 20    | 6        | 0        | 1        | 29    | 9     | 0     | 0        | 0     | 0     | 3     | 0     | 0     | 13    | 1        | .274  | .303     | .397     | .700  |
| 1988       | 広島       | 62    | 69    | 56    | 3     | 16    | 5        | 0        | 1        | 24    | 8     | 1     | 0        | 0     | 1     | 11    | 1     | 1     | 11    | 1        | .286  | .406     | .429     | .834  |
| 1989       | 広島       | 82    | 224   | 200   | 17    | 71    | 14       | 0        | 9        | 112   | 27    | 2     | 3        | 0     | 0     | 23    | 4     | 1     | 40    | 4        | .355  | .424     | .560     | .984  |
| 1990       | 広島       | 77    | 207   | 186   | 31    | 65    | 12       | 1        | 13       | 118   | 36    | 4     | 2        | 0     | 1     | 18    | 0     | 2     | 28    | 2        | .349  | .411     | .634     | 1.045 |
| 1991       | 広島       | 102   | 385   | 315   | 37    | 91    | 14       | 1        | 7        | 128   | 51    | 6     | 3        | 3     | 3     | 60    | 2     | 4     | 72    | 7        | .289  | .406     | .406     | .812  |
| 1992       | 広島       | 93    | 296   | 255   | 23    | 59    | 16       | 0        | 5        | 90    | 32    | 5     | 0        | 1     | 5     | 35    | 3     | 0     | 49    | 3        | .231  | .319     | .353     | .672  |
| 1993       | 広島       | 34    | 44    | 37    | 1     | 9     | 0        | 0        | 0        | 9     | 4     | 0     | 0        | 0     | 0     | 6     | 0     | 1     | 9     | 1        | .243  | .364     | .243     | .607  |
| 1994       | 広島       | 41    | 40    | 36    | 0     | 8     | 0        | 0        | 0        | 8     | 8     | 0     | 0        | 0     | 1     | 3     | 1     | 0     | 9     | 4        | .222  | .275     | .222     | .497  |
| 1995       | 広島       | 5     | 5     | 5     | 0     | 2     | 0        | 0        | 0        | 2     | 0     | 0     | 0        | 0     | 0     | 0     | 0     | 0     | 2     | 0        | .400  | .400     | .400     | .800  |
| 通算：13年 | 通算：13年 | 777   | 1627  | 1412  | 137   | 402   | 81       | 4        | 44       | 623   | 226   | 21    | 8        | 5     | 15    | 185   | 15    | 10    | 293   | 26       | .285  | .368     | .441     | .809  |

### 記録
- 初出場：1983年4月17日、対中日ドラゴンズ2回戦（広島市民球場）、9回裏に達川光男の代打、牛島和彦の前に三振
- 初安打：1983年5月10日、対読売ジャイアンツ3回戦（広島市民球場）、5回裏に新美敏の代打、江川卓から単打
- 初本塁打・初打点：1983年6月18日、対中日ドラゴンズ10回戦（広島市民球場）、6回裏に北別府学の代打、郭源治から右越ソロ

### 背番号
- 28 （1983年 - 1995年）
- 88 （1999年 - 2001年、2005年、2007年 - 2019年）

## 関連情報

### 出演番組
- RCCカープナイター（RCCラジオ）
- JAPAN MAJOR BASEBALL（RCCテレビ）
- スーパーベースボール（広島ホームテレビ）
- カープ道（広島ホームテレビ）※香川監督就任後の出演

### 著書
- 西田真二の「ここで一発!」 トラさんの痛快野球自叙伝（1996年、アスリート刊）ISBN 4990048210